# Армира (ледник)
Вижте пояснителната страница за други значения на Армира.
Армира (на английски: Armira Glacier) е ледник в хребета Имеон на остров Смит в Антарктика. Получава това име в чест на река Армира през 2008 г.

## Описание
Ледникът е с дължина 3 km. Простира се югозападно от ледник Драгоман и североизточно от ледник Грамада. Спуска се югоизточно от върховете Славейков и Цариград и източно от връх Неофит, оттича се в югоизточна посока и се влива в проток Осмар югозападно от нос Цар Иван Асен.

## Картографиране
Българско картографиране през 2009 г.

## Карти
- Л. Иванов. Антарктика: Остров Ливингстън и острови Гринуич, Робърт, Сноу и Смит. Топографска карта в мащаб 1:120000. Троян: Фондация Манфред Вьорнер, 2009. ISBN 978-954-92032-4-0